# Hermann Weingärtner
Hermann Weingärtner (n. 27 august 1864, Frankfurt (Oder), Regatul Prusiei – d. 22 decembrie 1919, Frankfurt (Oder), Republica de la Weimar) a fost un gimnast artistic ce a reprezentat Germania, medaliat olimpic. A participat la o ediție a Jocurilor Olimpice (1896) în care a câștigat trei medalii de aur, două medalii de argint și o medalie de bronz.